# 呋咯地辛
呋咯地辛（INN：Forodesine，也称为Immucillin H，商品名有：Mundesine、Fodosine等）是一种有机化合物，分子式C11H14N4O4，属于嘌呤核苷类似物，用于治疗T细胞急性淋巴母细胞性白血病（T-ALL）和B细胞急性淋巴母细胞性白血病（B-ALL）。